# Maman
Maman – monumentalna rzeźba Louise Bourgeois stworzona w 1999, przedstawiająca pajęczycę. Rzeźba wykonana jest ze stali i marmuru. Należy do serii przedstawień pająków wykonanych przez tę artystkę. Według Bourgeois tematem rzeźby jest macierzyństwo, a pajęczyca ma reprezentować pozytywne cechy matek, takie jak siła i opiekuńczość.

## Historia
Po raz pierwszy motyw pająka pojawił się w twórczości Bourgeois w 1947, w rysunku wykonanym czarnym tuszem. W 1994 stworzyła kolejny rysunek. Od tego roku rozpoczęła też serię rzeźb przedstawiających pająki: Spider (1994), Spider (1995), Spider III (1995), Spider IV (1996), Spider (1997), Spider V (1998).
W 1999 Bourgeois wykonała Maman na zlecenie muzeum Tate Modern; rzeźba została zaprezentowana z okazji jego otwarcia w maju 2000. Przeznaczona była do prezentacji w Hali Turbin – dużej, wysokiej na 35 metrów przestrzeni wystawowej muzeum. Maman zamontowana była na umieszczonym w hali moście, poniżej znajdowały się trzy 9-metrowe, metalowe wieże-rzeźby – I Do, I Undo oraz I Redo. W każdej z nich artystka umieściła wyrzeźbione figurki matki i dziecka. Wystawa Bourgeois w Hali Turbin była częścią serii wystaw The Unilever Series. W późniejszym czasie artystka stworzyła 6 odlewów rzeźby wykonanych z brązu.

## Opis rzeźby
Rzeźba ma wymiary 9271 × 8915 × 10 236 mm. Ciało pajęczycy wznosi się na 8 smukłych odnóżach, z których każde wykonane jest z dwóch kawałków metalu. W górze znajduje się też siatkowany worek z wykonanymi z marmuru jajami. Rzeźba jest na tyle wysoka, że oglądający mogą przechodzić pod odwłokiem pająka, pomiędzy odnóżami.

## Znaczenie rzeźby
Choć widzowi pająki i sama rzeźba mogą wydawać się złowrogie lub niepokojące, to według deklaracji artystki miała ona przekazywać wartości pozytywne. Maman to używane przez dzieci zdrobnienie od słowa „mama”. Według artystki rzeźba ma przedstawiać jej matkę, która zmarła, kiedy Bourgeois miała 21 lat. Artystka uważała, że podobnie jak pajęczyce, jej matka była mądra, cierpliwa, kojąca, opiekuńcza, schludna i użyteczna, potrafiła też chronić swoją córkę. Z pająkiem tkającym sieć kojarzył się także zawód matki artystki – była ona tkaczką zajmującą się renowacją gobelinów. Bourgeois wspominała także, że pająki zdolne są naprawiać zniszczenia dokonane w ich sieci cierpliwie i bez gniewu, tak jak naprawiano szkody w jej rodzinie. W wypowiedziach kojarzyła także tkanie pajęczej sieci z twórczością artystyczną, a jej (zmarły młodo) adoptowany syn bardzo lubił pająki ze względu na to, że chronią ludzi przed komarami.
Rzeźba nie jest jednak jednoznaczna – widziana z dołu (a więc z perspektywy przypominającej perspektywę dziecka patrzącego na matkę) może wydawać się potężna i budzić strach. Matka-pająk może kojarzyć się też z postacią krytyczną, która, choć może ochronić swoje dzieci, potrafi też być surowa; taką, która jest opiekuńcza i przerażająca zarazem, zdolną do pożarcia swoich dzieci.